# Junior Osagui
Junior Osagui, né le 15 janvier 1985 au Bénin, est un footballeur international nigérian. 
Il a commencé sa carrière chez les amateurs de Bénin Side Igbino Babes. Il a ensuite rejoint les Enugu Rangers puis Enyimba FC et enfin le Club africain de Tunis, avec lequel il a signé un contrat de trois ans. Le 20 décembre 2008, il résilie son contrat avec ce dernier et rejoint le Enyimba International Football Club
L'attaquant possède à son actif quatorze sélections avec le Nigeria.

## Palmarès
- Championnat de Tunisie : 2008